# Gudukhati
Gudukhati (en népalais : गुदुखाती) est un comité de développement villageois du Népal situé dans le district de Bajura. Au recensement de 2011, il comptait 5 130 habitants.